# Бондарев, Алексей Сергеевич
Алексе́й Серге́евич Бо́ндарев (род. 5 августа 1987, Волгоград) — российский футболист, защитник.
Воспитанник ФШИ «Мастер-Сатурн» (Егорьевск). Выступал за российские команды второго дивизиона и ЛФЛ.
В сезоне 2007/08 сыграл 10 матчей в высшем дивизионе Молдавии за «Политехнику», которая в итоге заняла последнее место. 7 августа 2009 года провёл единственную игру в сезоне 2009/10 в составе кишинёвского клуба «Дачия» против «Зимбру» (1:2).